# Wasilij Kabanow
Wasilij Grigorjewicz Kabanow (ros. Василий Григорьевич Кабанов; ur. 12 marca?/25 marca 1908 we wsi Myzino obecnie w obwodzie włodzimierskim, zm. 18 kwietnia 1945) – radziecki wojskowy, kapitan, Bohater Związku Radzieckiego (1945).

## Życiorys
Urodził się w rodzinie chłopskiej. Skończył 7 klas, później pracował w fabryce w Kowrowie, w październiku 1930 został powołany do Armii Czerwonej, służył w 41 pułku piechoty na Dalekim Wschodzie. Od 1932 należał do WKP(b), w 1937 został skierowany do Moskwy na kursy politruków, po których brał udział w walkach z Japończykami nad jeziorem Chasan i nad Chałchin-Goł jako komisarz przy kompanii czołgów.
Od czerwca 1941 uczestniczył w wojnie z Niemcami, walczył m.in. pod Leningradem, zimą 1943 brał udział w przerwaniu blokady miasta, był ciężko ranny. W 1943 ukończył wyższą szkołę oficerską i później kursy doskonalenia kadry oficerskiej przy Wojskowej Akademii Mechanizacji i Motoryzacji Armii Czerwonej, po powrocie na front został dowódcą batalionu czołgów 220 Samodzielnej Brygady Pancernej. Szczególnie wyróżnił się podczas walk na ziemiach polskich od 14 do 17 stycznia 1945, gdy umiejętnie dowodził batalionem podczas starć nad Pilicą i walk o Skierniewice. Po rozpoczęciu operacji berlińskiej został ciężko ranny i wkrótce zmarł. Został pochowany w Dębnie. W Kowrowie postawiono poświęcony mu obelisk.

## Odznaczenia
- Złota Gwiazda Bohatera Związku Radzieckiego (27 lutego 1945)
- Order Lenina (27 lutego 1945)
- Order Czerwonego Sztandaru
- Order Wojny Ojczyźnianej I klasy (dwukrotnie)

I medale.